# ヴァージン・レーシング
ヴァージン・レーシング（英: Virgin Racing ）は、2010年と2011年に参戦していたF1コンストラクター。
英国のマノー・モータースポーツを母体に設立し、2010年から参戦。2011年にはマルシャ・モーターズと共有し「マルシャ・ヴァージン・レーシング」（英: Marussia Virgin Racing）の名称に変更。さらに2012年から、マルシャ・レーシングの単独名に移行したため消滅した。

## 概要

### チーム設立
イギリスのモータースポーツ企業「マノー・モータースポーツ」を母体とし、F1参戦の表明当初は、会社名「マノー・グランプリ・レーシング」、チーム名「マノー・F1チーム」であった。技術開発などは元シムテック代表ニック・ワースの会社ワース・リサーチがサポートした。
「マノー」名でのレース活動開始は1990年、シングルシーターカーレースの元チャンピオンであるジョン・アルフレッド・ブースがチームを設立してからである。以降チームは、フォーミュラ・ルノーやユーロF3で171勝、19回のチャンピオンを獲得する。

### ヴァージン・レーシングへの変更
2009年7月ごろから、当時ブラウンGPのスポンサーであった「ヴァージン・グループ」が、マノーのタイトルスポンサーになることなどが報じられた。
11月17日には、2009年にトヨタF1のドライバーであったドイツ人ドライバーのティモ・グロックの獲得を発表した。それ以外のドライバーはこの時点で未発表。
その後発表された2010年暫定エントリーリストによるとイギリスのチームとしてエントリーを行い、チーム名を「ヴァージン・レーシング （Virgin Racing）」、コンストラクター名を「ヴァージン・コスワース」と変更した。
12月15日にイギリスのノッティング・ヒルで発表会を行い、正式にチーム名の変更や新チームロゴの発表、すでに決まっていたグロックに加えてレースドライバーとして、ルーカス・ディ・グラッシの起用を、テストドライバーとしてアルバロ・パレンテとルイス・ラジアの起用も発表した。

### 2010年

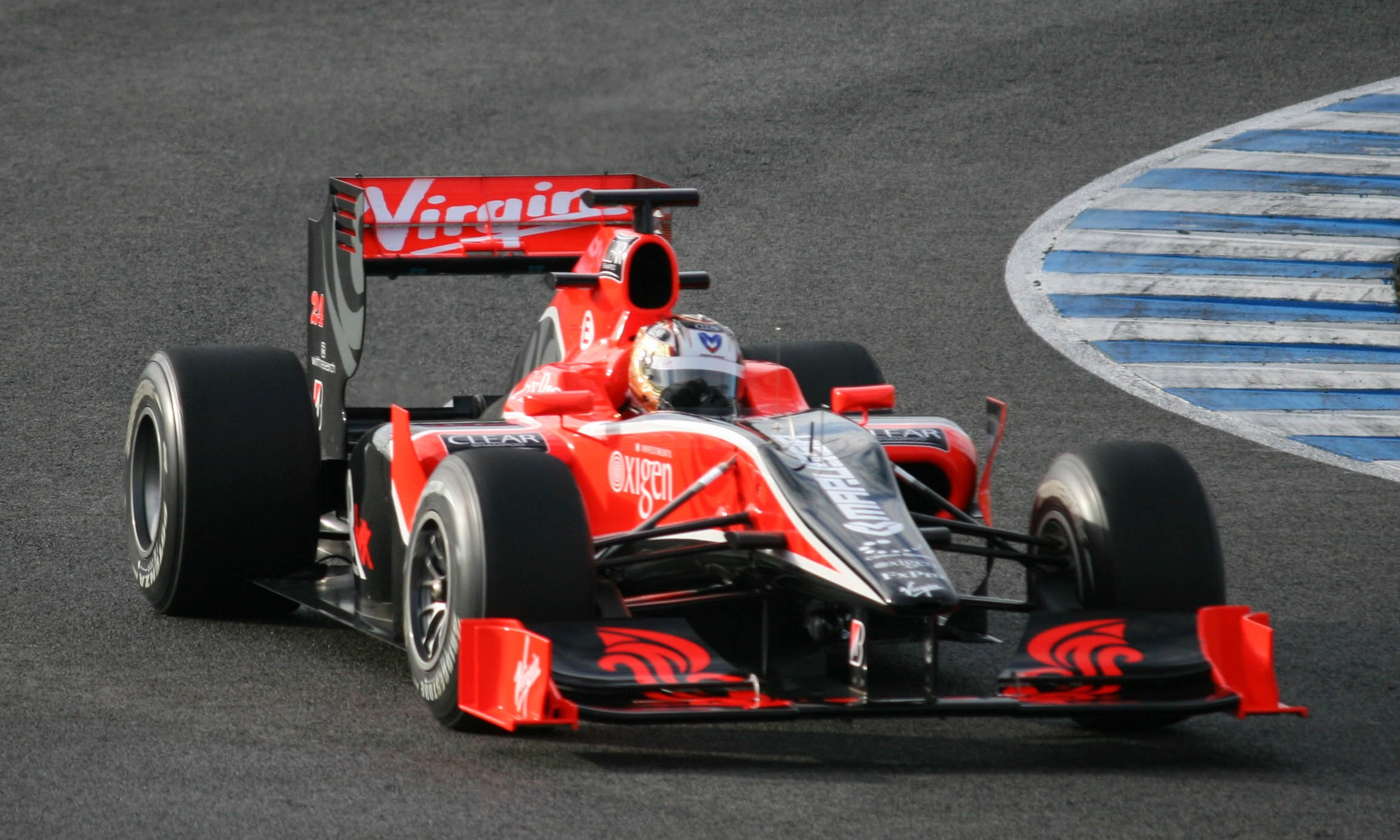
VR-01（オーストラリアGPディ・グラッシ）

2010年に入り、チーム代表がブースに再び変更されることが発表された。同年2月3日に初のマシンとなるVR-01を発表した。開発予算低減のため風洞実験を一切行わず、数値流体力学（CFD）によるシミュレーションのみでつくられたという、若干珍しいコンセプトのマシンである。
2月18日、当初テストドライバーとして発表された2名の内、パレンテの離脱が発表された。パレンテを支援していたポルトガル観光協会とヴァージン・レーシングとの間の契約不履行が原因である。
赤と黒のカラーリングを持つVR-01は、開幕戦バーレーンGPから第4戦中国GPまでグロックが乗ったバージョンについては、この年F1に新しく参入した3つのチームの中で2番目の速さをもっていたといえる（つまりロータス・レーシングより遅く、HRTより速かった）ものの、新チームだけに信頼性を欠いており、ギア・サスペンション・油圧などあらゆる部分でトラブルが噴出し、リタイアが相次いだ。さらに燃料タンクの設計にミスがあったため、通常のロングランペースではレース距離完走前に燃料が尽きてしまう可能性が出てしまう。ドライバーは完走できるよう速度を抑えねばならず、決勝で持ち前の速さを発揮することも難しかった。結局、4月4日に行われた第3戦マレーシアGPでのディ・グラッシの14位完走が、開幕4戦におけるチーム唯一の完走となった。
5月9日の第5戦スペインGPでは、他チームが例年通りマシンを大幅に強化する中、その流れに従ってグレードアップが行われるものの、アイスランドの火山噴火の影響により、改良車はグロックにしか用意されなかった。2台は予選で最後尾に沈むものの、グロックはロータス・レーシングのヤルノ・トゥルーリとバトルを繰り広げる。彼を抜くことはできなかったが18位で完走。ディ・グラッシも19位で完走し、チーム初の2台完走を達成した。
5月16日の第6戦モナコGPはディ・グラッシにも新マシンが与えられるが、トラブルで両車リタイアとなった。
10月10日の第16戦日本GPではディ・グラッシがレコノサンスラップ(ピットからダミーグリッドへ向かうラップ)中にクラッシュしたため、DNS(決勝不出走)となった。グロックは今期自己最高位14位で完走した。
10月24日の第17戦韓国GPではマーク・ウェバーとニコ・ロズベルグのリタイヤによって一時はグロックは入賞圏内を走行する場面が見られた。しかし、後方から数周にわたってオーバーテイクを仕掛けるセバスチャン・ブエミと接触し、リタイアとなった。又、ディ・グラッシも単独クラッシュを喫している。
マシンの速さでは時折ロータス・レーシングを凌ぐ程の速さを見せるシーンもあり、上位勢のオーバーテイクを防ぐなどの活躍も見受けられた。しかし、マシンの信頼性に難があった事は否めなく、完走率は全チームの中で最も低い19戦38台中グロック、ディ・グラッシが共に1回ずつ出走できなかったこともあり、完走した台数は計20台（52.6%）であった。マシンパフォーマンスだけを見れば2010年に参戦した新チームのHRTより上回っていたものの、完走率に欠けていた為にHRTの最高順位である14位の獲得回数で負け、コンストラクターズランキングも最下位の12位で終えた。

### 2011年

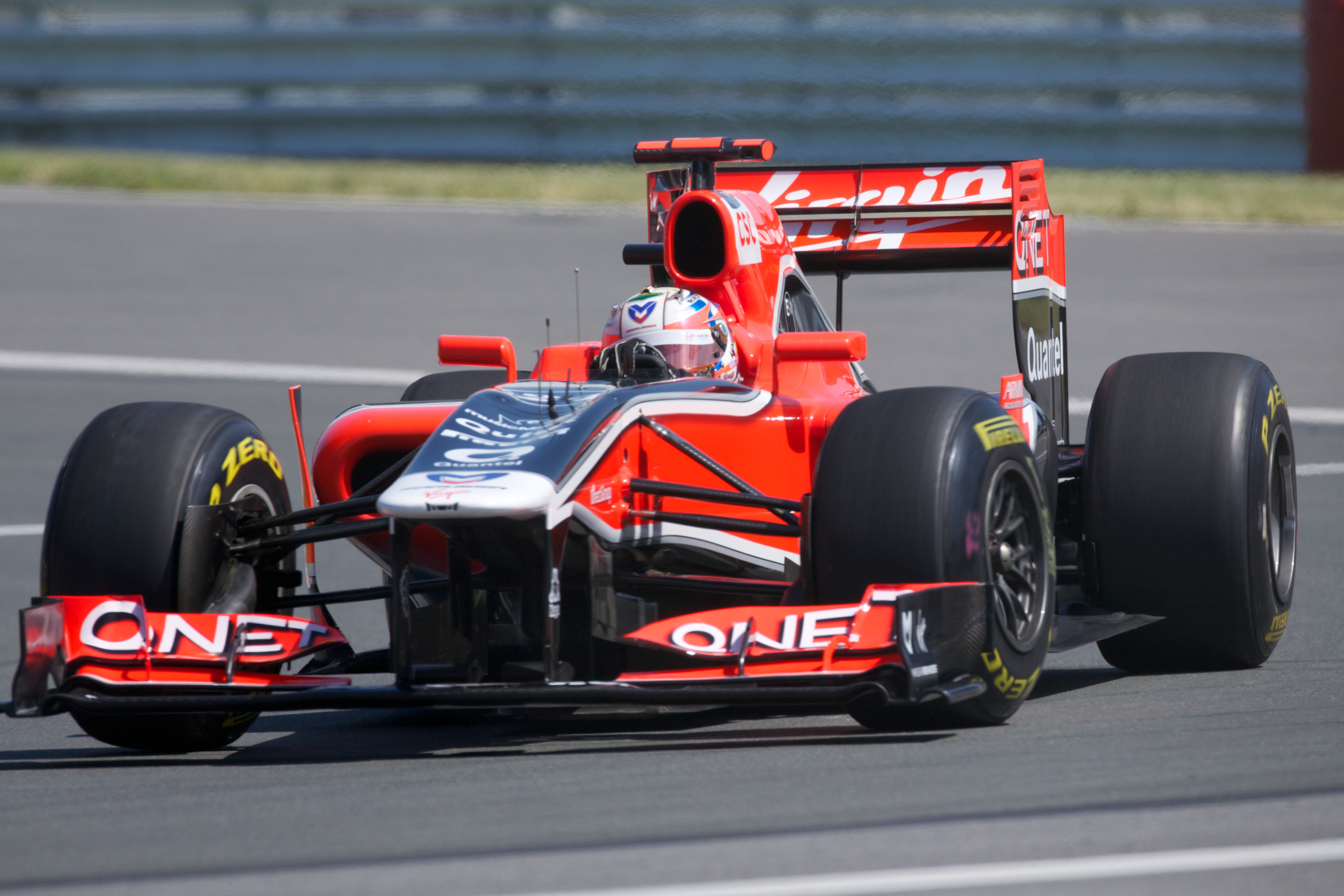
MVR-02（カナダGPティモ・グロック）

2010年11月11日に、ロシアの自動車会社であるマルシャにチーム株式の一部を売却することを発表。2011年シーズンからは「マルシャ・ヴァージン・レーシング」としてエントリーする事を発表した。又、経営陣が再編された結果、昨年の3月までフォース・インディアに在籍していたイアン・フィリップスがCOOとして就任。その他にニコライ・フォメンコを取締役、最高経営責任者にマルシャからアンディ・ウェッブ、会長にグレイム・ロードンが就任した。マルシャとの提携により、チーム国籍をイギリス国籍からロシア国籍へ変更した。
シーズンオフの間にはCFD施設の拡張を計画するなど1年目のマシン開発方法を強化する方向性だったが、MVR-02の出来は期待したほどではなく、6月にはテクニカルディレクターのニック・ワースを解雇した。CFDだけに頼らず風洞も使用する通常のマシン開発方法を取るよう方針転換し、さらにマクラーレンとの技術提携を行うことを決定した。
この年もHRTに速さでは勝っていたものの、HRTの最高順位である13位以上で完走することが出来ず、コンストラクターズランキング最下位の12位で終えた。
2012年からはチーム名を「マルシャF1チーム」、コンストラクター名は「マルシャ」に変更になったため、ヴァージン・レーシングとしての活動は終了した。

## エピソード
- 最初のマシン、VR-01は初めてのテストの初日、コースインしてすぐフロントウィングが脱落するという、2010年代ではありえない事故が起きた[18]。

- VR-01は当初抱えていた燃料タンクの容量不足問題について、設計したワース・リサーチ社はこの責任を取り、解決のための改造費用を負担することになった[19]。

## 戦績
（記録は2011年最終戦終了時）
| 年   | シャシー エンジン           | タイヤ | ドライバー               | 1   | 2   | 3   | 4   | 5   | 6   | 7   | 8   | 9   | 10  | 11  | 12  | 13  | 14  | 15  | 16  | 17  | 18  | 19  | ポイント | ランキング |
| ---- | --------------------------- | ------ | ------------------------ | --- | --- | --- | --- | --- | --- | --- | --- | --- | --- | --- | --- | --- | --- | --- | --- | --- | --- | --- | -------- | ---------- |
| 2010 | VR-01 コスワース CA2010 V8  | B      |                          | BHR | AUS | MAL | CHN | ESP | MON | TUR | CAN | EUR | GBR | GER | HUN | BEL | ITA | SIN | JPN | KOR | BRA | ABU | 0        | 12位       |
| 2010 | VR-01 コスワース CA2010 V8  | B      | ティモ・グロック         | Ret | Ret | Ret | DNS | 18  | Ret | 18  | Ret | 19  | 18  | 18  | 16  | 18  | 17  | Ret | 14  | Ret | 20  | Ret | 0        | 12位       |
| 2010 | VR-01 コスワース CA2010 V8  | B      | ルーカス・ディ・グラッシ | Ret | Ret | 14  | Ret | 19  | Ret | 19  | 19  | 17  | Ret | Ret | 18  | 17  | 20  | 15  | DNS | Ret | Ret | 18  | 0        | 12位       |
| 2011 | MVR-02 コスワース CA2011 V8 | P      |                          | AUS | MAL | CHN | TUR | ESP | MON | CAN | EUR | GBR | GER | HUN | BEL | ITA | SIN | JPN | KOR | IND | ABU | BRA | 0        | 12位       |
| 2011 | MVR-02 コスワース CA2011 V8 | P      | ティモ・グロック         | NC  | 16  | 21  | DNS | 19  | Ret | 15  | 21  | 16  | 17  | 17  | 18  | 15  | Ret | 20  | 18  | Ret | 19  | Ret | 0        | 12位       |
| 2011 | MVR-02 コスワース CA2011 V8 | P      | ジェローム・ダンブロジオ | 14  | Ret | 20  | 20  | 20  | 15  | 14  | 22  | 17  | 18  | 19  | 17  | Ret | 18  | 21  | 20  | 16  | Ret | 19  | 0        | 12位       |

- 太字はポールポジション、斜字はファステストラップ。(key)
- * NC は、フィニッシュしたものの周回数が90%未満である為、F1レギュレーション上におけるリタイア扱いを表す。

## ギャラリー
- ハイノーズ型（2010年 - 2011年）

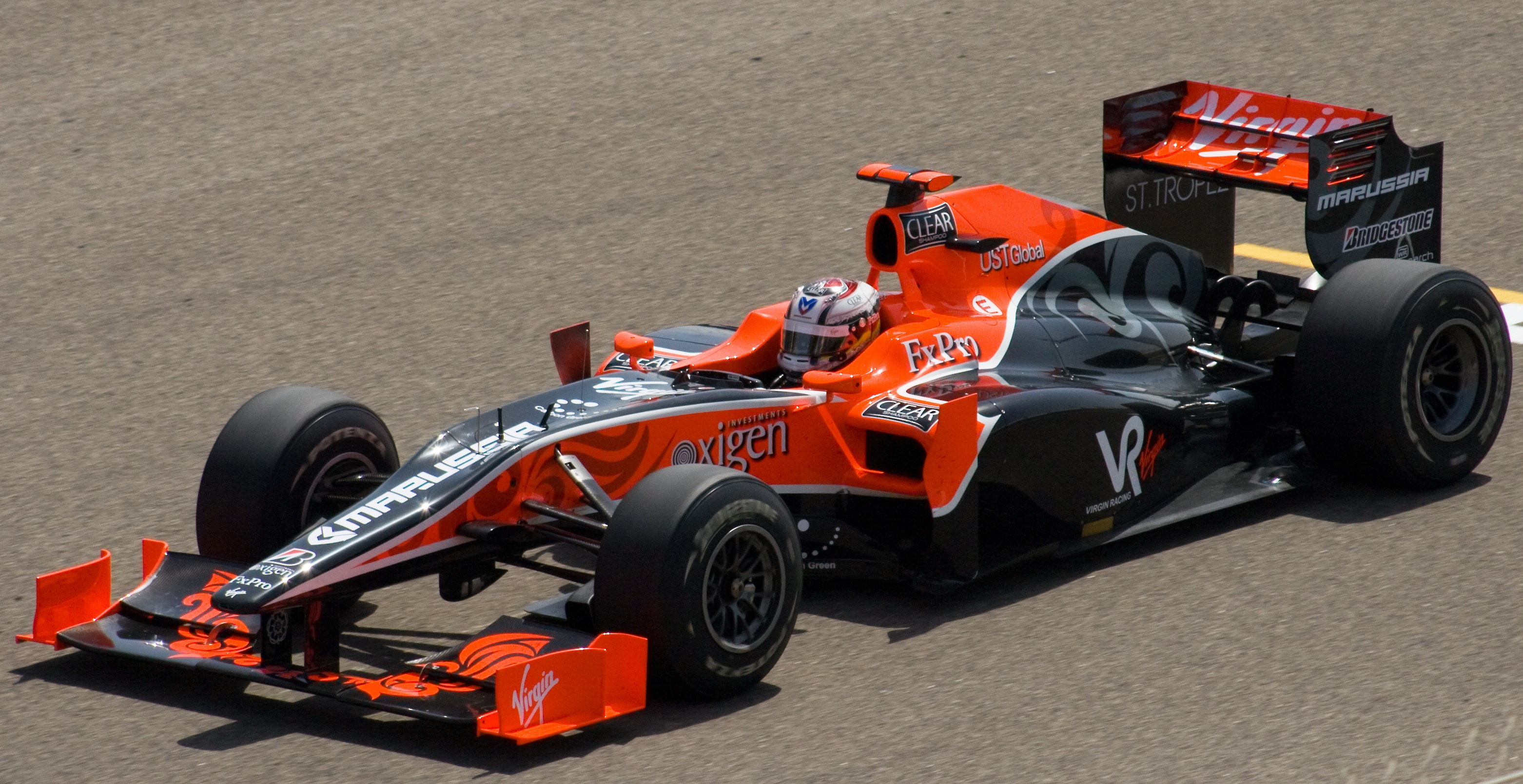
VR-01 コスワース
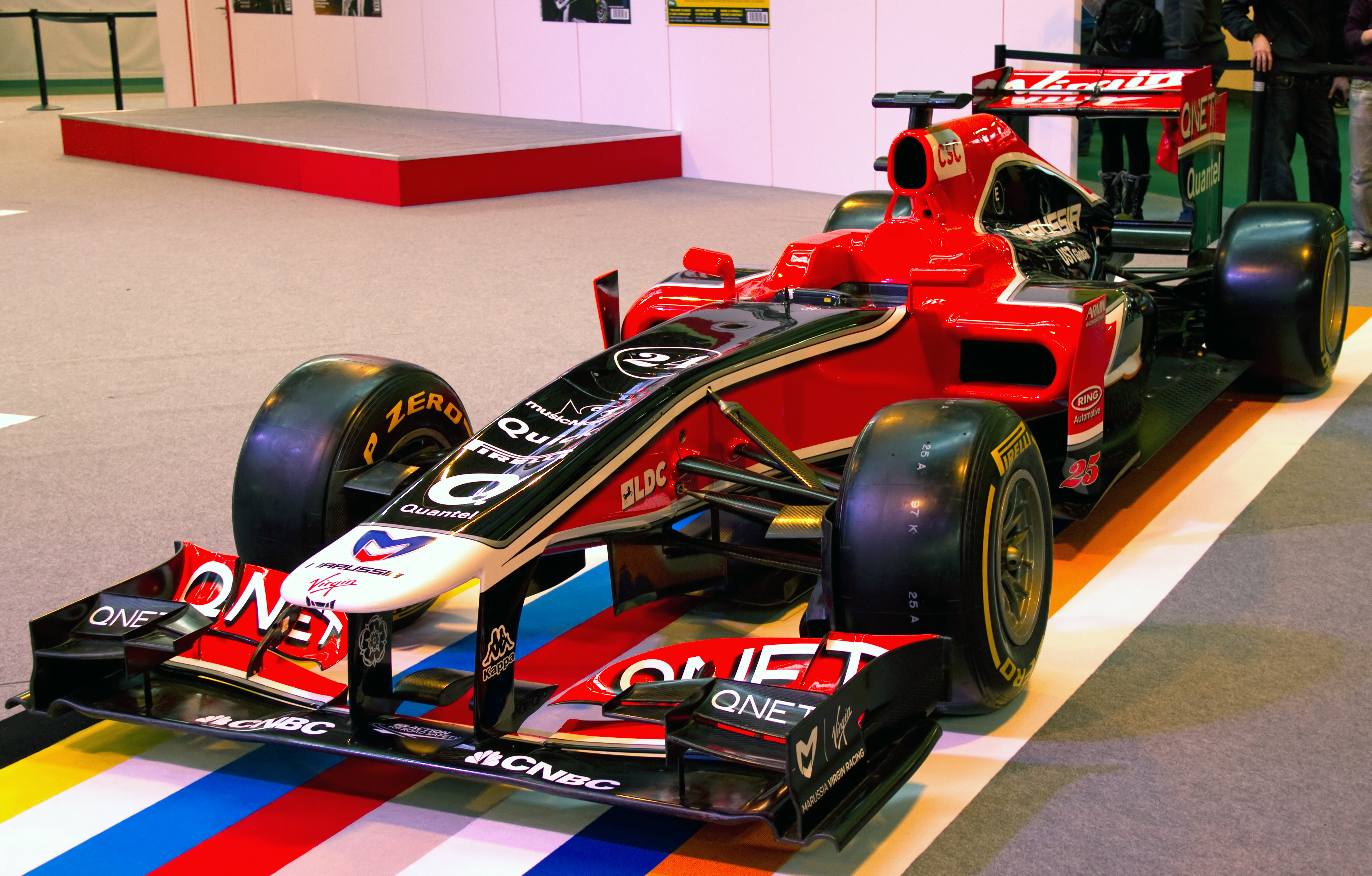
MVR-02 コスワース